# Eurex
Eurex je elektronická burza specializovaná na obchody s finanční deriváty a opcemi. Eurex byl založen firmami Deutsche Terminbörse a SOFFEX v roce 1998. Eurex patří do skupiny tří největších derivátových burz, společně s NYSE Euronext Liffe a Chicago Mercantile Exchange.

## Obchodované deriváty a opce
- Dow Jones EURO STOXX 50 Index
- Dow Jones STOXX 50 Index
- Dow Jones STOXX 600 Index
- Dow Jones STOXX Mid 200 Index
- Dow Jones Global Titans 50 Index
- Dow Jones Italy Titans 30 Index
- DAX, MDAX, and TecDAX
- Týdenní opce na Dow Jones EURO STOXX 50 Index, DAX, and SMI
- OMX Helsinki 25 Index
- Dow Jones STOXX 600 Sector Indexes
- RDXxt USD

### Derivátový index volatility
- VDAX-NEW Deriváty
- VSTOXX Deriváty

## Vypořádání
Vypořádání zajišťuje EUREX Clearing House.